# ローレン・ネルソン
ローレン・ネルソン（Lauren Nelson, 1986年 - ）は、アメリカの美人コンテスト優勝者で、2006年のミス・オクラホマと2007年のミス・アメリカ。セントラル・オクラホマ大学卒業。

## 略歴
オクラホマ州ロートン出身。2006年6月に開催したミス・オクラホマで優勝し、奨学金16,000ドルを獲得し、ミスオクラホマ史上最年少の優勝でもあった。2007年1月にラスベガスで行われた第82回ミス・アメリカには全米50州とコロンビア特別区、ヴァージン諸島のミスコン優勝者52名が集結し、木曜日の水着予備審査で第1位となり、1月29日に行われた本大会で優勝し、奨学金5万ドルを獲得した。同一州が2年連続で優勝するのは1959年から60年にかけてのミシシッピ州代表が優勝して以来となった。
彼女はFOXの人気番組「America's Most Wanted」の捜査協力、また、子供向けのWebブラウザ「Miss America Kid-Safe Web Browser」の開発に賛同した。